# Kloster Léoncel
Das Kloster Léoncel (Lioncellum) ist eine ehemalige Zisterzienserabtei in der Gemeinde Léoncel, 37 Kilometer östlich der Stadt Valence im Département Drôme, Region Auvergne-Rhône-Alpes. Das Kloster liegt in 912 m Meereshöhe im Hochtal der Petite Lyonne im Vercors-Massiv.

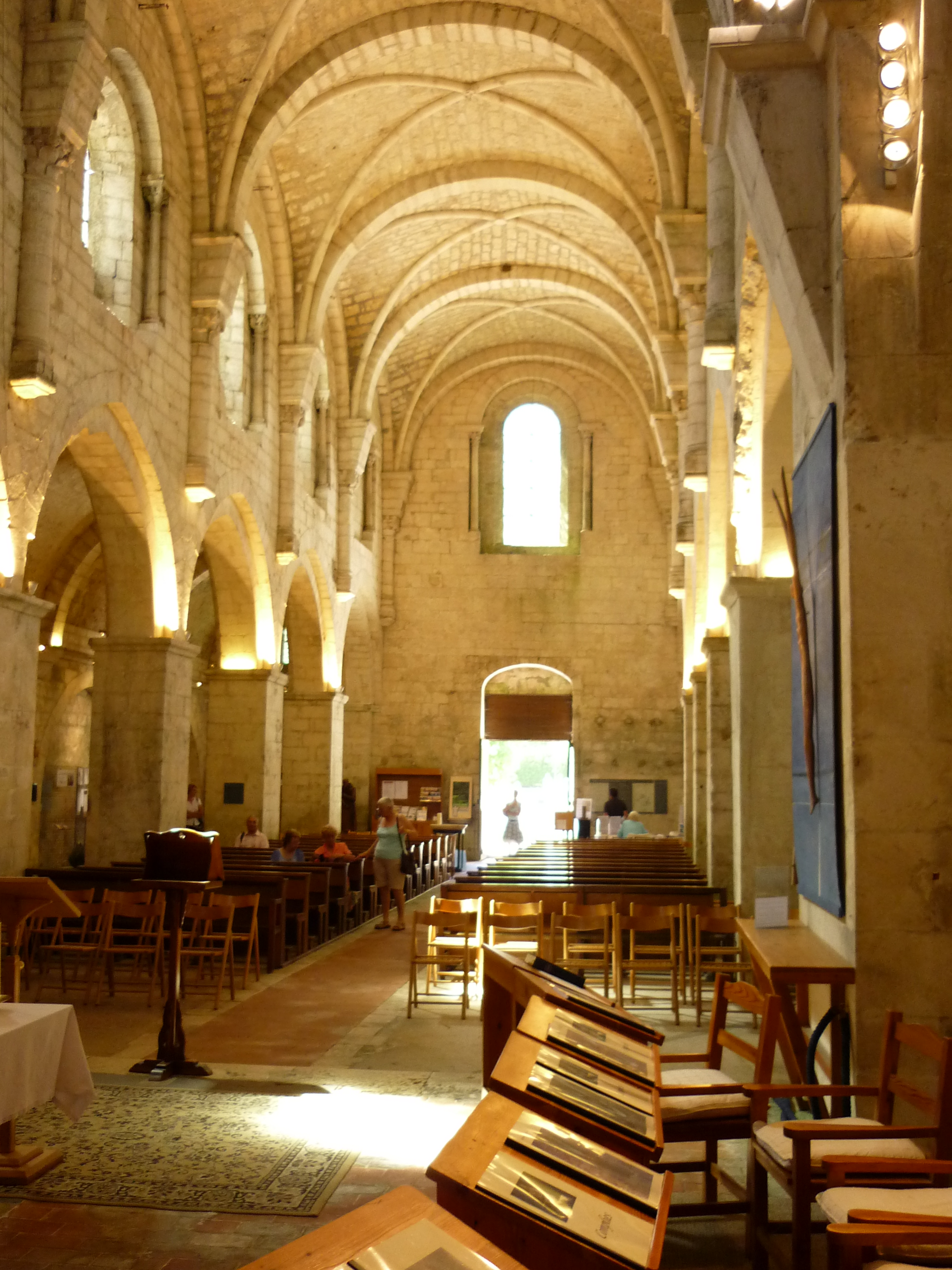
Mittelschiff nach Westen

## Geschichte

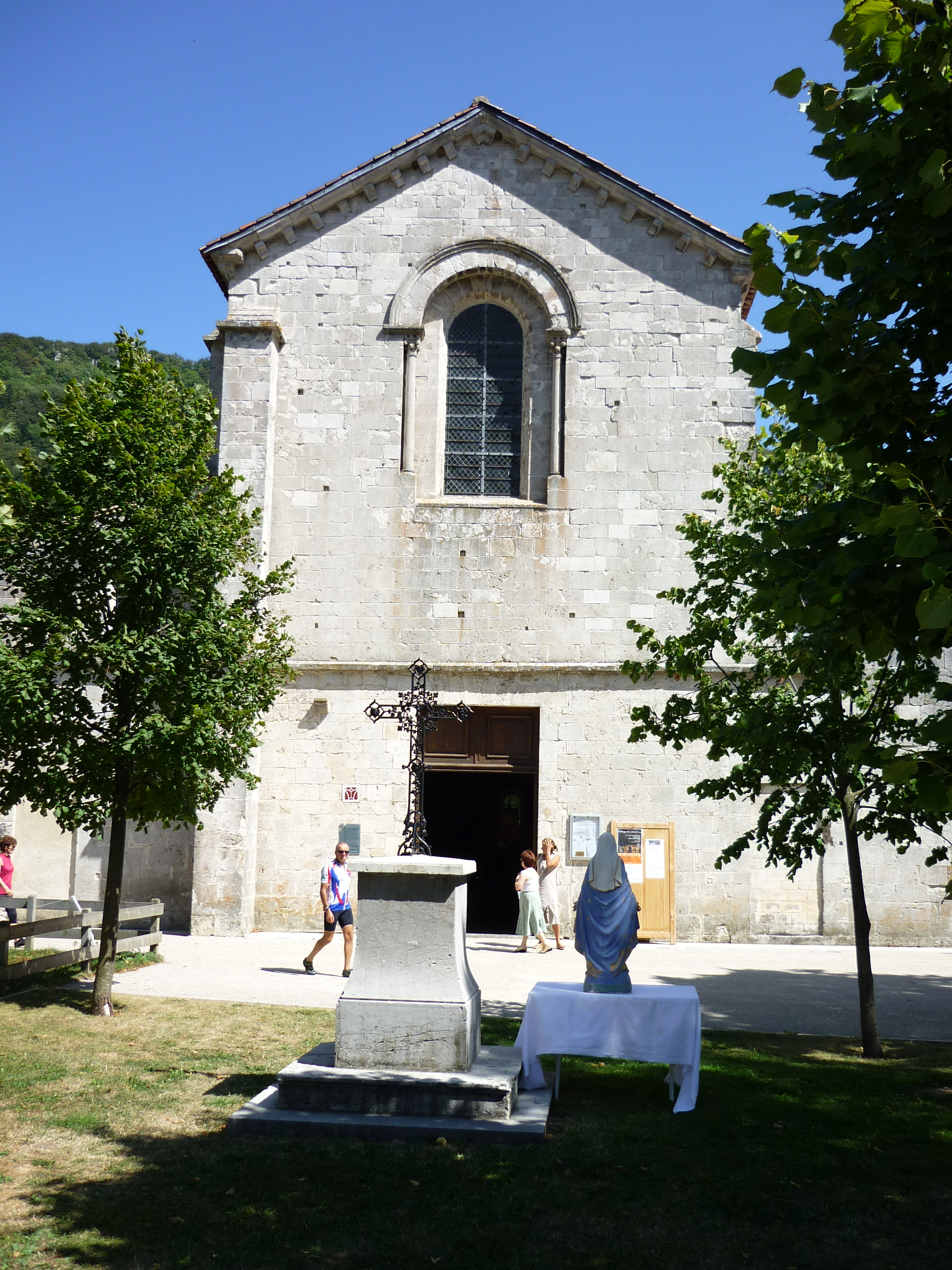
Fassade der Klosterkirche

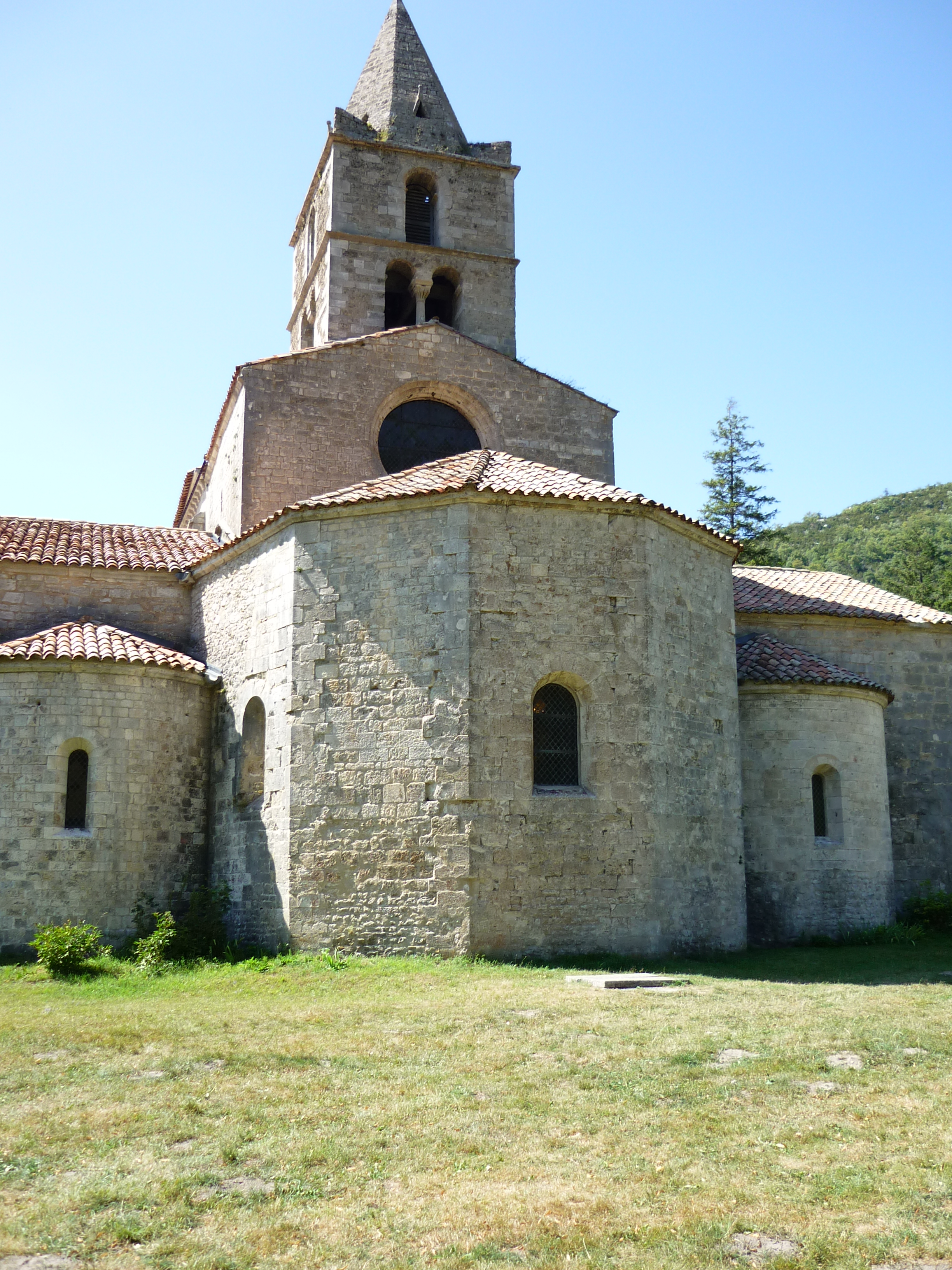
Klosterkirche von Südosten

Das Kloster wurde im Jahr 1137 von Mönchen aus dem Kloster Bonnevaux gegründet und 1194 mit der religiösen Gemeinschaft von La Part-Dieu in Chatuzange bei Romans-sur-Isère vereinigt, nachdem Landkonflikte mit der nahegelegenen Kartause von Val Sainte-Marie de Bouvante beigelegt worden waren. Die Vereinigung mit La Part-Dieu erlaubte es den Mönchen, den raueren Teil des Jahres (vom Sankt-Andreas-Tag bis Pfingsten) in der klimatisch günstigeren Ebene zu verbringen. Das Kloster, das von der Viehzucht lebte, erlebte seinen Höhepunkt im 12. und 13. Jahrhundert. In der zweiten Hälfte des 13. Jahrhunderts setzte der Niedergang ein, der von einem Wiederaufstieg im 15. Jahrhundert unterbrochen wurde. 1681 fiel das Kloster in Kommende, nachdem schon die letzten drei Regularäbte nicht mehr im Kloster residiert hatten. Versuche, die Niederlassung endgültig nach La Part-Dieu zu verlegen, scheiterten, da dieses Haus vertraglich den Kommendataräbten zustand. In der Zeit der französischen Revolution wurde das Kloster 1790 aufgehoben. Die Kirche wurde 1840 zum Monument Historique erklärt. 1854 wurde die politische Gemeinde Léoncel eingerichtet, in deren Eigentum die Kirche steht.

## Bauten und Anlage
Vom Kloster sind die kreuzförmige, geostete Kirche mit drei Schiffen im Langhaus, einem Querhaus, der überkuppelten und von einem steinernen Turm mit Pyramidendach gekrönten Vierung, einer Mittelapsis mit 7/12-Schluss und zwei halbkreisförmigen Seitenapsiden als Ostabschluss sowie der verbaute Ostflügel der Klausur erhalten. Das Langhaus der Kirche weist fünf im Mittelschiff kreuzrippengewölbte Joche auf; die Gewölbestützen beginnen erst in der Höhe der Mittelschiffsarkaden. In der Ostwand des Langhauses befindet sich ein großer Okulus, während die Westfassade über dem Mittelportal ein Rundbogenfenster aufweist. Die Querhäuser sind tonnengewölbt, die Seitenschiffe von Halbtonnen auf Gurtbögen geschlossen. Im Ostflügel ist ein Zwillingsfenster des Kapitelsaals erhalten.